# Chardon-Lagache (métro de Paris)
Pour les articles homonymes, voir Chardon (homonymie).
Chardon-Lagache est une station de la ligne 10 du métro de Paris, située dans le 16e arrondissement de Paris.

## Situation
La station est implantée à l'intersection des rues Chardon-Lagache, Molitor et Mirabeau. Approximativement orientée est-ouest selon l'axe de ces deux dernières voies, elle s'intercale entre les stations Michel-Ange - Molitor et Mirabeau, au sud de la boucle d'Auteuil.

## Histoire

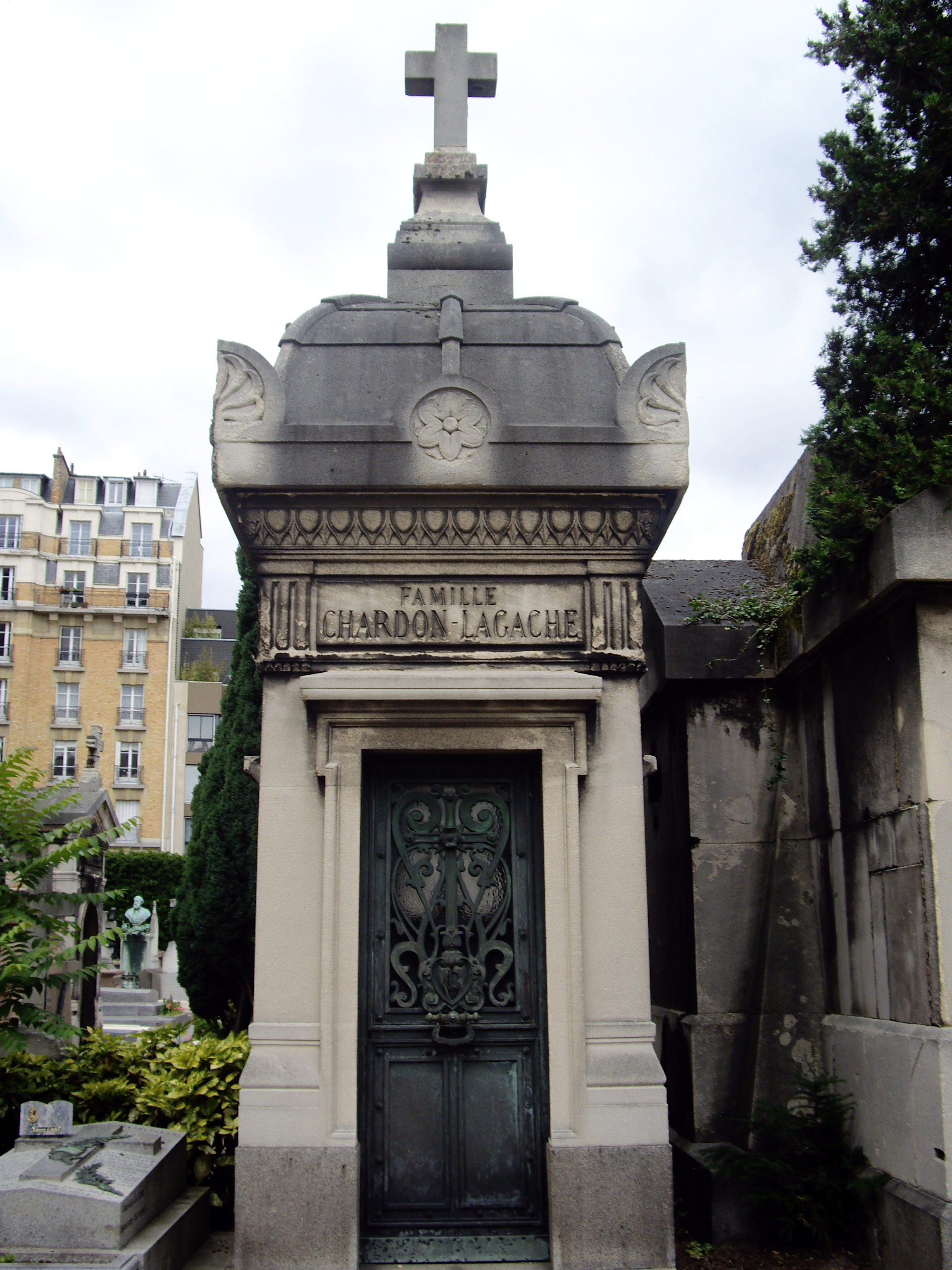
Chapelle où sont inuhumés Pierre-Alfred Chardon (1807-1879) et son épouse Marie-Pauline Lagache (1811-1887), au cimetière d'Auteuil, situé au sud du boulevard Exelmans.

La station est ouverte le 30 septembre 1913 avec la mise en service du prolongement de la ligne 8 depuis Beaugrenelle (aujourd'hui Charles Michels) jusqu'à Porte d'Auteuil.
Elle tire sa dénomination de la rue Chardon-Lagache, au croisement de laquelle elle est établie. Pierre Chardon fut le « médecin des pauvres » d’Auteuil durant cinquante ans. Il fut enterré au deuxième cimetière d'Auteuil en 1845. Son fils Pierre-Alfred amassa une fortune considérable qui lui permit d’ouvrir en 1857 une maison de retraite dans le quartier. Il associa à son nom celui de naissance de sa femme Amélie. Cette institution est de nos jours l'hôpital Chardon-Lagache, au no 1 de la rue qui porte désormais leur nom,.
La station est ainsi la troisième d'une série de six à s'être vue attribuer le nom d'une femme, après Barbès - Rochechouart (lignes 2 et 4) et Madeleine (lignes 8, 12 et 14). Suivront par la suite les stations Boucicaut (ligne 8) Louise Michel (ligne 3) et, plus récemment, Pierre et Marie Curie (ligne 7), Barbara (ligne 4) et Bagneux - Lucie Aubrac (ligne 4 et future ligne 15).
Dans la nuit du 26 au 27 juillet 1937, la station est transférée à la ligne 10 dans le cadre du remaniement des lignes 8, 10 et de l'ancienne ligne 14, lorsque la ligne 8 fut redirigée vers son terminus actuel de Balard. Le service entre Porte d'Auteuil et Jussieu n'est toutefois assuré que deux jours plus tard, le 29 juillet, se limitant dans un premier temps à La Motte-Picquet - Grenelle à l'est.
Dans le cadre du programme « Renouveau du métro » de la RATP, l'ensemble de la station a été rénové le 18 mai 2006.

### Fréquentation
Nombre de voyageurs entrés à cette  station :
| Année                      | 2013    | 2014    | 2015    | 2016    | 2017    | 2018    | 2019    | 2020    | 2021    |
| -------------------------- | ------- | ------- | ------- | ------- | ------- | ------- | ------- | ------- | ------- |
| Nombre de voyageurs par an | 651 234 | 639 607 | 640 997 | 642 202 | 660 183 | 718 908 | 692 665 | 331 901 | 482 053 |
| Rang                       | 297e    | 297e    | 297e    | 297e    | 296e    | 296e    | 296e    | 296e    | 296e    |
| Nombre de stations         | 302     | 302     | 302     | 302     | 302     | 302     | 302     | 304     | 304     |

## Services aux voyageurs

### Accès

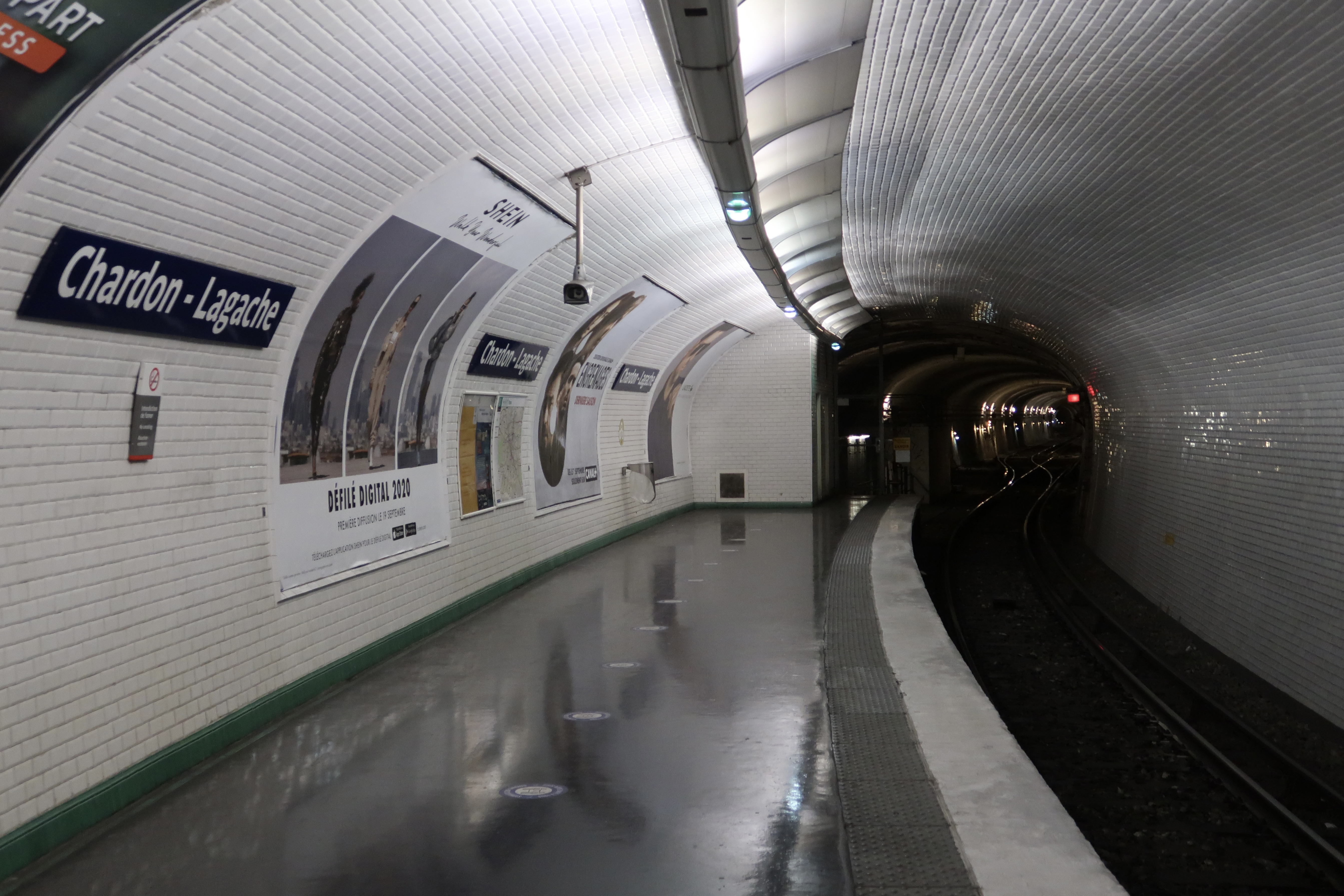
Le quai vu en regardant vers Boulogne.

La station dispose d'un unique accès intitulé « Rue Chardon-Lagache - Hôpital Sainte-Périne », débouchant au droit du no 16 de cette rue à son intersection avec la rue Molitor. Constitué d'un escalier fixe, il est orné d'un édicule Guimard, lequel fait l'objet d'une inscription au titre des monuments historiques par l'arrêté du 12 février 2016.
Les couloirs d'accès en amont et en aval de la salle d'échanges ont la particularité d'être ornés de frises de céramique vertes à vagues dans le style typique de la Société du chemin de fer électrique souterrain Nord-Sud de Paris (dite Nord-Sud), alors que la ligne 10, de même que la ligne 8 qu'elle remplace sur ce tronçon, n'a aucun lien avec cette compagnie de par ses origines (celle-ci ayant uniquement exploité en son temps une partie des actuelles lignes 12 et 13 jusqu'en 1930).

### Quai

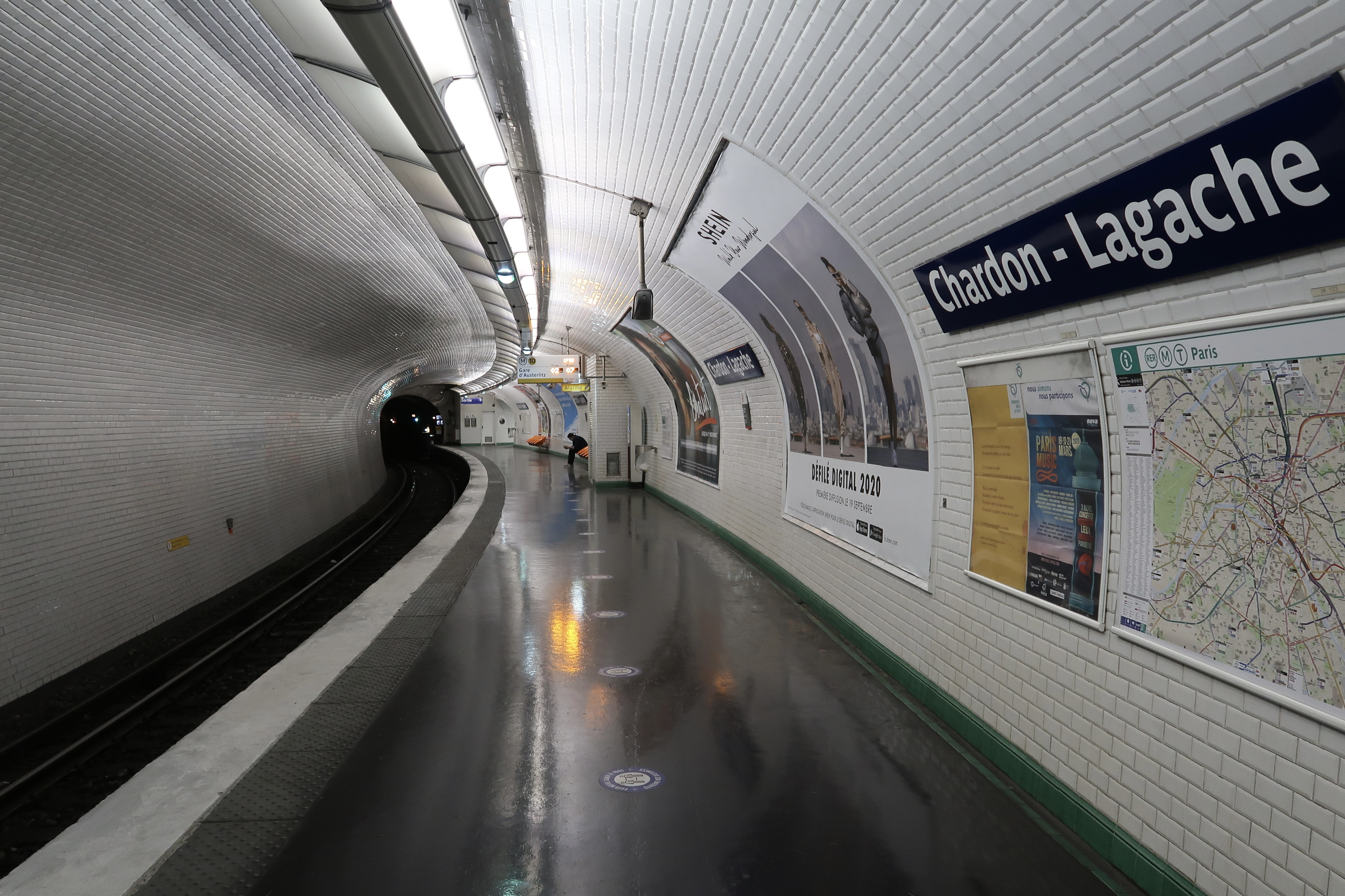
L'unique quai de la station vu en regardant vers Gare d'Austerlitz.

Chardon-Lagache est une station en courbe de configuration particulière : elle possède une voie unique à quai latéral, dont la desserte n'est assurée que par les rames en direction de Gare d'Austerlitz. Ses autres caractéristiques sont cependant classiques : la voûte est elliptique et la décoration est du style utilisé pour la majorité des stations du métro : le bandeau d'éclairage est blanc et arrondi dans le style « Gaudin » du renouveau du métro des années 2000, et les carreaux en céramique blancs biseautés recouvrent les piédroits, la voûte et les tympans. Présents uniquement du côté du quai, les cadres publicitaires sont en céramique blanche et le nom de la station est inscrit en police de caractères Parisine sur plaques émaillées. Les sièges sont de style « Akiko » de couleur orange.

### Intermodalité
La station est desservie par les lignes de bus 22 et 62 du réseau de bus RATP et, la nuit, par les lignes N12 et N61 du Noctilien.

## À proximité
- Institut national supérieur du professorat et de l'éducation
- Hôpital Sainte-Périne - Rossini - Chardon-Lagache
- Parc Sainte-Périne
- Lycée Jean-Baptiste-Say